# Palpares amitinus
Palpares amitinus is een insect uit de familie van de mierenleeuwen (Myrmeleontidae), die tot de orde netvleugeligen (Neuroptera) behoort. 
Palpares amitinus is voor het eerst wetenschappelijk beschreven door Kolbe in 1906.